# Теорема на Лаплас
Теоремата на Лаплас гласи, че всяка детерминанта е равна на сумата от произведението на кой да е ред (стълб) със съответните адюнгирани количества.
Теорема на Лаплас за увеличаване. Тя идва от така наречената формула на Лаплас
{\displaystyle det(A)=\sum {}M_{k}A_{n-k}},
където сумирането на десните се отнася за всички детерминанти (минори) {\displaystyle M_{k}} от ред {\displaystyle k}, които могат да бъдат формирани от редове {\displaystyle i_{1},i_{2},i_{k}} и стълбове {\displaystyle j_{1},j_{2},j_{k}}, а {\displaystyle A_{n-k}} е продуктът от номерата {\displaystyle (-1)^{i_{1}+i_{2}+...+i_{k}+j_{1}+j_{2}+...+j_{k}}} и детерминантата на матрицата, останала от матрицата {\displaystyle A} чрез премахването на редове {\displaystyle i_{1},i_{2},i_{k}} и стълбове {\displaystyle j_{1},j_{2},j_{k}}, използвани за формирането на минора {\displaystyle M_{k}}.